# کبیتوگاما (مینه‌سوتا)
کبیتوگاما (به انگلیسی: Kabetogama) یک منطقهٔ مسکونی در ایالات متحده آمریکا است که در Kabetogama Township واقع شده‌است. کبیتوگاما ۷۰ نفر جمعیت دارد و ۳۶۳٫۰۲ متر بالاتر از سطح دریا واقع شده‌است.